# Hippotion psammochroma
Hippotion psammochroma là một loài bướm đêm thuộc họ Sphingidae, chi Hippotion. Nó được Jean-Pierre Lequeux miêu tả năm 1989.